# Військові звання Литви
Військові звання та знаки розрізнення Литви складаються з переліку різних військових звань для офіцерів, підофіцерського та рядового складу сучасних збройних сил Литви. Звання візуально представлено знаками розрізнення до одностроїв.

## Офіцери
| Код НАТО                                      | Сухопутні війська             | Сухопутні війська             | Сухопутні війська             | Повітряні сили                | Повітряні сили                | Повітряні сили                | Військово-морські сили        | Військово-морські сили        | Військово-морські сили        | Обмеження (Станом на 2020)    |      |
| Код НАТО                                      | Литовське звання              | Український еквівалент        | Відзнака                      | Литовське звання              | Український еквівалент        | Відзнака                      | Литовське звання              | Український еквівалент        | Відзнака                      | Обмеження (Станом на 2020)    |      |
| Вищі офіцери (лит. Generolai)                 | Вищі офіцери (лит. Generolai) | Вищі офіцери (лит. Generolai) | Вищі офіцери (лит. Generolai) | Вищі офіцери (лит. Generolai) | Вищі офіцери (лит. Generolai) | Вищі офіцери (лит. Generolai) | Вищі офіцери (лит. Generolai) | Вищі офіцери (лит. Generolai) | Вищі офіцери (лит. Generolai) | Вищі офіцери (лит. Generolai) |      |
| --------------------------------------------- | ----------------------------- | ----------------------------- | ----------------------------- | ----------------------------- | ----------------------------- | ----------------------------- | ----------------------------- | ----------------------------- | ----------------------------- | ----------------------------- | ---- |
| OF-9                                          | Generolas                     | Генерал                       |                               | Generolas                     | Генерал                       |                               | Admirolas                     | Адмірал                       |                               | < 14                          |      |
| OF-8                                          | Generolas leitenantas         | Генерал-лейтенант             |                               | Generolas leitenantas         | Генерал-лейтенант             |                               | Viceadmirolas                 | Віце-адмірал                  |                               | < 14                          | < 14 |
| OF-7                                          | Generolas majoras             | Генерал-майор                 |                               | Generolas majoras             | Генерал-майор                 |                               | Kontradmirolas                | Контр-адмірал                 |                               | < 14                          | < 14 |
| OF-6                                          | Brigados generolas            | Бригадний генерал             |                               | Brigados generolas            | Бригадний генерал             |                               | Flotilės admirolas            | Адмірал флотилії              |                               |                               | < 14 |
| Старші офіцери (лит. Vyresnieji karininkai)   |                               |                               |                               |                               |                               |                               |                               |                               |                               |                               |      |
| OF-5                                          | Pulkininkas                   | Полковник                     |                               | Pulkininkas                   | Полковник                     |                               | Jūrų kapitonas                | Морський капітан              |                               | < 66                          |      |
| OF-4                                          | Pulkininkas leitenantas       | Підполковник                  |                               | Pulkininkas leitenantas       | Підполковник                  |                               | Komandoras                    | Коммандер                     |                               | < 262                         |      |
| OF-3                                          | Majoras                       | Майор                         |                               | Majoras                       | Майор                         |                               | Komandoras leitenantas        | Коммандер-лейтенант           |                               | < 963                         |      |
| Молодші офіцери (лит. Jaunesnieji karininkai) |                               |                               |                               |                               |                               |                               |                               |                               |                               |                               |      |
| OF-2                                          | Kapitonas                     | Капітан                       |                               | Kapitonas                     | Капітан                       |                               | Kapitonas leitenantas         | Капітан-лейтенант             |                               | n/a                           |      |
| OF-1                                          | Vyresnysis leitenantas        | Перший лейтенант              |                               | Vyresnysis leitenantas        | Перший лейтенант              |                               | Vyresnysis leitenantas        | Перший лейтенант              |                               | n/a                           |      |
| OF-1                                          | Leitenantas                   | Лейтенант                     |                               | Leitenantas                   | Лейтенант                     |                               | Leitenantas                   | Лейтенант                     |                               | n/a                           |      |

## Старшини та солдати
| Код НАТО                         | Сухопутні війська                 | Сухопутні війська                | Сухопутні війська                | Повітряні сили                    | Повітряні сили                   | Повітряні сили                   | Військово-морські сили            | Військово-морські сили              | Військово-морські сили           |
| Код НАТО                         | Литовське звання                  | Український еквівалент           | Відзнака                         | Литовське звання                  | Український еквівалент           | Відзнака                         | Литовське звання                  | Український еквівалент              | Відзнака                         |
| Підофіцери (лит. Puskarininkiai) | Підофіцери (лит. Puskarininkiai)  | Підофіцери (лит. Puskarininkiai) | Підофіцери (лит. Puskarininkiai) | Підофіцери (лит. Puskarininkiai)  | Підофіцери (лит. Puskarininkiai) | Підофіцери (лит. Puskarininkiai) | Підофіцери (лит. Puskarininkiai)  | Підофіцери (лит. Puskarininkiai)    | Підофіцери (лит. Puskarininkiai) |
| -------------------------------- | --------------------------------- | -------------------------------- | -------------------------------- | --------------------------------- | -------------------------------- | -------------------------------- | --------------------------------- | ----------------------------------- | -------------------------------- |
| OR-9                             | Seržantas majoras                 | Сержант-майор                    |                                  | Seržantas majoras                 | Сержант-майор                    |                                  | Vyresnysis laivūnas               | Чиф-петті офіцер флоту              |                                  |
| OR-8                             | Viršila                           | Майстер-сержант                  |                                  | Viršila                           | Майстер-сержант                  |                                  | Laivūnas                          | Майстер чиф-петті офіцер            |                                  |
| OR-7                             | Štabo seržantas                   | Штаб-сержант                     |                                  | Štabo seržantas                   | Штаб-сержант                     |                                  | Štabo laivūnas                    | Старший чиф-петті офіцер            |                                  |
| OR-7                             | Štabo seržantas specialistas      | Штаб-сержант спеціаліст          |                                  | Štabo seržantas specialistas      | Штаб-сержант спеціаліст          |                                  | Štabo laivūnas specialistas       | Старший чиф-петті офіцер спеціаліст |                                  |
| OR-6                             | Vyresnysis seržantas              | Старший сержант                  |                                  | Vyresnysis seržantas              | Старший сержант                  |                                  | Vyresnysis seržantas              | Чиф-петті офіцер                    |                                  |
| OR-6                             | Vyresnysis seržantas specialistas | Старший сержант спеціаліст       |                                  | Vyresnysis seržantas specialistas | Старший сержант спеціаліст       |                                  | Vyresnysis seržantas specialistas | Чиф-петті офіцер спеціаліст         |                                  |
| OR-5                             | Seržantas                         | Сержант                          |                                  | Seržantas                         | Сержант                          |                                  | Seržantas                         | Петті-офіцер                        |                                  |
| OR-5                             | Seržantas specialistas            | Сержант спеціаліст               |                                  | Seržantas specialistas            | Сержант спеціаліст               |                                  | Seržantas specialistas            | Петті-офіцер спеціаліст             |                                  |
| OR-4                             | Grandinis                         | Капрал                           |                                  | Grandinis                         | Капрал                           |                                  | Grandinis                         | Майстер-матрос                      |                                  |
| Солдати (лит. Kareiviai)         |                                   |                                  |                                  |                                   |                                  |                                  |                                   |                                     |                                  |
| OR-3                             | Vyresnysis eilinis                | Старший солдат                   |                                  | Vyresnysis eilinis                | Льотчик першого класу            |                                  | Vyresnysis jūreivis               | Старший матрос                      |                                  |
| OR-2                             | Eilinis                           | Солдат                           |                                  | Eilinis                           | Авіатор                          |                                  | Jūreivis                          | Матрос                              |                                  |
| OR-1                             | Jaunesnysis eilinis               | Молодший солдат                  |                                  | Jaunesnysis eilinis               | Молодший льотчик                 |                                  | Jaunesnysis jūreivis              | Молодший матрос                     |                                  |

## Зовнішні посилання
- (лит.) Lithuanian military rank insignia [Архівовано 11 вересня 2016 у Wayback Machine.]